# (15535) 2000 AT177
A (15535) 2000 AT177 egy kisbolygó a Naprendszerben. A LINEAR projekt keretében fedezték fel 2000. január 7-én.